# Paradisio
Paradisio — бельгійський танцювальний поп-гурт, відомий синглом 1996 року «Bailando».

## Біографія
Гурт був створений в 1994 році Патріком Семоу. Патрік був колишнім учасником The Unity Mixers — популярний в 90-е діджей. Композитор і співавтор працював спільно з Марісом, Сандрою, Мері-Белль Перес і Шелбі з від створення гурту.
У 1996 році, трек «Bailando» у виконанні Маріси став «гімном» в Бельгії, а згодом з величезним успіхом завоював світ. Маріса Гарсіа і Dj Lorenzo працювали в гурті з 1996 по 1998 роки.
З 1999 по 2001 рік у гурті працювали Сандра Д'Григоріо і Морена Есперанза. З 2001 по 2003 роки в групі працювала Марія Дель Ріо, а з 2004 по 2005 — Мігель Фернадез.
Нинішня солістка гурту (з 2008 року) — ANGIE B, заводить публіку на танцполі своїм чуттєвим голосом.
Ключові фактори
Понад 5 млн копій гурту «Bailando» було розпродано по всьому світу, як різними варіаціями, так і різними співаками, такими знаменитими як Loona або Крейзі Фрог.
- - Gold record: Данія; Норвегія; Люксембург; Голландія; Росія
  - Double gold record: Франція; Бельгія; Фінляндія; Італія; Мексика, Чилі, Венесуела, Аргентина
  - Platinum record: Німеччина; Швеція

## Дискографія

### Альбоми
- 1997 — Paradisio

### Сингли
- 1994 — Un Clima Ideal
- 1996 — Bailando
- 1996 — Bandolero
- 1997 — Vamos a La Discoteca
- 1997 — Dime Como
- 1998 — Paseo
- 1999 — Samba Del Diablo
- 2000 — La Propaganda
- 2001 — Vamos A La Discoteca 2001 (feat. Alexandra)
- 2003 — Luz De La Luna
- 2004 — Cucu Song (Mueve tu cucu)
- 2005 — Suave mente 2005
- 2006 — Baila Baila Con Migo
- 2009 — Bailando (Me Dices Adios) Refresh radio edit Sweden release (Sony Music)
- 2010 — Bailando (Me Dices Adios) Mallorca Remix 2010 (Believe/Baila Records/Undivided)

«Bailando (1996)» «Bailando (Me Dices Adios)» (Mallorca Remix 2010)

## Учасники
- Patrick Samoy — (автор та продюсер) 1994/2010
- Марія Ізабель Гарсія Асенсіо - іспанська співачка, 1995-1998
- Deejay Lorenzo 1996/1998
- Sandra Degregorio — (виконавець) 1999-2001
- Morena Esperanza — (виконавець) 1999
- Maria Del Rio — (виконавець) 2003
- Luc Rigaux — (виконавець) 1995-1998
- Miguel Fernandez (виконавець) 2004-2005
- Angie B (бельгійська виконавиця) 2008
- Fotiana 2013